# Карибська плита

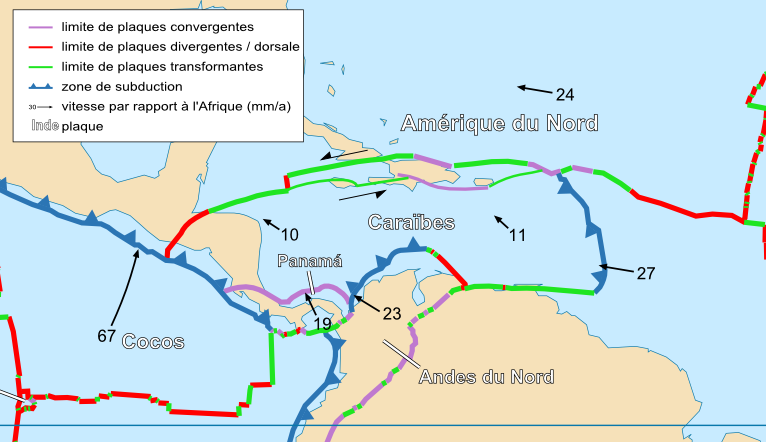
Мапа Карибської плити

Кари́бська плита́ є тектонічною плитою океанічного типу, розташована у Центральній Америці є підмурівком Карибського моря і північного узбережжя Південної Америки. Має площу — 0,07304 стерадіан. 
Зазвичай у її складі розглядається Панамська плита.

## Межі
На півночі має трансформаційну границю з Північноамериканською плитою, що прямує по межі — Беліз, Гватемала (розлом Мотагуа) і Гондурас в Центральній Америці, у напрямку на схід через жолоб Кайман далі на південь до південно-східного узбережжя Куби, і на північ від Гаїті, Пуерто-Рико, і Віргінські острови. Частина Пуерто-Риканського жолобу, найглибша частина Атлантичного океану (близько 8 400 метрів), лежить уздовж цієї межі. Пуерто-Риканський жолоб знаходиться в складному переході від границі субдукції на півдні до трансформаційної границі на заході.
Східна межа є зоною субдукції, але наразі межа між Північно- і Південно-Американськими плитами в Атлантиці невизначена, не зрозуміло, яка з них, або можливо обидві, зазнають субдукцію під Карибську плиту. Зона субдукції утворює вулканічну острівну дугу — Малі Антильські острови від Віргінських островів на півночі до островів біля узбережжя Венесуели на півдні. Ця межа містить сімнадцять діючих вулканів.
Вздовж геологічного комплексу південної межі 
Карибська плита взаємодіє з Південноамериканською плитою утворюючи Барбадос, Тринідад (обидві мають в підмурівку Південноамериканську плиту) і Тобаго (Карибська плита), і острови біля узбережжя Венесуели (включаючи Підвітряні Антильські острови) і Колумбію. Ця межа є частково результатом трансформаційних насувів, насувів й субдукції. Багаті венесуельські нафтові поля, можливо є результатом цієї складної взаємодії плит.
Карибська плита рухається на схід приблизно на 22 мм/рік відносно Південноамериканської плити.
У Венесуелі більша частина руху між Карибською плитою та Південноамериканською плитою відбувається вздовж розломів Боконо, Ель-Пілар і Сан-Себастьян.
Західна частина плити знаходиться під Центральною Америкою. Плита Кокос в Тихому океані зазнає субдукцію під Карибську плиту, під західним узбережжям Центральної Америки. Ця зона субдукції формує вулкани Гватемали, Сальвадору, Нікарагуа і Коста-Рики, також відома як Центральноамериканська вулканічна дуга.

## Походження
Існують конкуруючі гіпотези, що до походження Карибської плити.
Перша теорія стверджує, що це велика магматична провінція Карибського басейну (CLIP), що утворилася в Тихому океані десятки мільйонів років тому, ймовірно, походить від Галапагоської гарячої точки.
У міру того, як Атлантичний океан розширювався, Північна Америка та Південна Америка були відсунуті на захід, на деякий час розділені океанічною корою. 
Підмурівок Тихого океану зазнав субдукції під цю океанічну кору між континентами. 
CLIP дрейфував у ту саму область, але оскільки він був менш щільним і товщим, ніж навколишня океанічна кора, він не субдукував, а скоріше перекривав підмурівок океану, продовжуючи рухатися на схід відносно Північної Америки та Південної Америки. 
З утворенням Панамського перешийка 3 мільйони років тому він остаточно втратив свій зв’язок із Тихим океаном.
Інша теорія стверджує, що Карибська плита виникла як величезна Атлантична гаряча точка, які наразі не існує. Ця теорія вказує на абсолютний рух Карибської плити, спрямований на захід, а не на схід, що корегується з рухом Північно- і Південно-Американських плит.